# 메탈 블랙
《메탈 블랙》(영어: Metal Black, 일본어: メタルブラック)은 1991년에 TAITO에서 제작한 슈팅 게임이다. "메탈블랙"으로 정해지기 이전의 작업 중인 제목은 "프로젝트 건 프론티어 2"(Project Gun Frontier 2)였다.

## 줄거리
2042년, 지구에 유성이 떨어진 것과 네메시스가 지구를 침공 하기 직전, 주인공은 블랙 플라이를 강탈해버린다. 지구가 종말 직전까지 몰리게 되고, 원래는 항복에 가까웠지만 적과 평화협정을 맺으면서 메탈블랙 계획은 중단된다.

## 출시
메탈블랙은 1991년 11월 아케이드로 출시되었다. 출시 전에 1991 어뮤즈먼트 머신 쇼 참석자들에게 플레이가 가능한 상태로 쇼케이스를 진행했다.

## 평가
| 평론 점수                 | 평론 점수    |
| 평론사                    | 점수         |
| ------------------------- | ------------ |
| 올게임                    | (AC)         |
| 패미츠                    | (SS) 20/40   |
| Fun Generation            | (SS) 4/10    |
| Gamest                    | (AC) 32/50   |
| Joypad                    | (SS) 1/5     |
| neXt Level                | (SS) 65%     |
| Sega Saturn Magazine (JP) | (SS) 7.33/10 |

| 수상                        | 수상                               |
| 평론사                      | 수상                               |
| --------------------------- | ---------------------------------- |
| Micom BASIC Magazine (1992) | Video Game Grand Prix 6th (Arcade) |